# Saitis auberti
Saitis auberti là một loài nhện trong họ Salticidae.
Loài này thuộc chi Saitis. Saitis auberti được Lucien Berland miêu tả năm 1938.